# Fântânele, Suceava
Fântanele là một xã thuộc hạt Suceava, România. Dân số thời điểm năm 2002 là 4942 người.